# فريدريك فيرشو
فريدريك فيرشو (بالإنجليزية: Frederic Virtue)‏ (5 ديسمبر 1896 – 1985) هو ملاكم من المملكة المتحدة راحل، مثّل بلاده في الألعاب الأولمبية الصيفية 1920.

## روابط خارجية
فريدريك فيرشو على موقع أوليمبيديا (الإنجليزية)
- فريدريك فيرشو على موقع اللجنة الأولمبية البريطانية (الإنجليزية)